# 첼시 자일스
첼시 자일스(영어: Chelsie Giles, 1997년 1월 25일~)는 영국의 유도 선수로 2020년 하계 올림픽 여자 하프라이트급에서 동메달을 획득했다. 또한 세계 선수권 대회에서 은메달 1개를 획득했고 유럽 선수권 대회에서 금메달 1개, 동메달 1개를 획득했다.